# Balsamocarpon
Balsamocarpon és un gènere monotípic de planta de la família de les lleguminoses. La seva única espècie és Balsamocarpon brevifolium, endèmica de Xile (Regió d'Atacama i Coquimbo). Es troba al centre i sud de la Regió d'Atacama i al nord de la de Coquimbo. Se l'utilitza per a fer carbó i, antigament, es collien els fruits dels que s'obtenien tanins.
És un arbust d'1-2 m d'alçada de brancatge, tenint a les branques petits tubercles groguencs, amb fins a 3 espines fines i que cauen, de 3 a 5 mm. Fulles verd fosques, de 3 a 8 mm de longitud amb 3-4 parells de folíols, el·líptic-obovades a orbiculars, alternes, disposades en braquiblasts. Flors de 8 a 12 mm; calze amb 5 sèpals pubescents; corol·la amb pètals grocs, el central-superior amb una taca vermellosa, 10 estams i un estil. Floreix des d'agost a novembre. El fruit és un loment de 2,5-4 x 1,5 cm, gruixut, de coberta dura i color vermellós, ric en tanins i amb llavors aplanades al seu interior, i rep el nom de "taco".